# Peter Ulrich Weiß
Peter Ulrich Weiß (* 1970 in Halle an der Saale) ist ein deutscher Historiker.

## Leben
Von 1989 bis 2001 machte er eine Ausbildung zum Kulissenmaler in den DEFA-Filmstudios Potsdam-Babelsberg und studierte Geschichte und Romanistik in Potsdam, Paris und Bukarest. Von 2004 bis 2005 war er Lektor für Geschichte an der Staatlichen Universität Kaliningrad. Nach der Promotion  2007 zum Dr. phil. an der Universität Potsdam war er 2008 bis 2020 Historiker am Lehrstuhl für Neueste und Zeitgeschichte der Humboldt-Universität zu Berlin und am Leibniz-Zentrum für Zeithistorische Forschung Potsdam. Seit 2020 ist er Referent für Historische Forschung, Gedenkstätten und Publikationen bei der Beauftragten des Landes Brandenburg zur Aufarbeitung der Folgen der kommunistischen Diktatur (LAkD).

## Schriften (Auswahl)
- mit Heinz Petrick: Das Neue Forum und die Deutsche Forumpartei im Bezirk Cottbus 1989/90. Potsdam 2001, ISBN 3-932502-28-0.
- Kulturarbeit als diplomatischer Zankapfel. Die kulturellen Auslandsbeziehungen im Dreiecksverhältnis der beiden deutschen Staaten und Rumäniens von 1950 bis 1972. München 2010, ISBN 978-3-486-58979-5.
- mit Jutta Braun: Im Riss zweier Epochen. Potsdam in den 1980er und frühen 1990er Jahren. Berlin 2019, ISBN 978-3-95410-240-2.
- Deutsche Zentralarchive in den Systemumbrüchen nach 1933 und 1945. Göttingen 2022, ISBN 3-8353-5209-1.